# آئو اونی
آئو اونی (青鬼, به‌معنای 'شیطان آبی') یک بازی رایگان‌افزار ترسناک می‌باشد که توسط «نوپراپز» توسعه یافته‌است و برای اولین بار در نوامبر سال ۲۰۰۸ در ژاپن منتشر شد.